# Flight Operations Quality Assurance
Flight Operations Quality Assurance(발음: FO-KA, 이하 FOQA )란 비행품질보증을 의미하며 비행자료 모니터링(Flight data monitoring) 또는 비행자료 분석(Flight data analysis)이라고 알려져있다. FOQA는 항공기 운항 중 기록된 모든 비행자료를 포착, 분석 및 가시화하는 수단으로서 비행 중 조종사의 항공기 조작, 풍향 및 풍속, 지형, 조종석내의 음성녹음 내용 등을 재현한다. 국제민간항공기구(ICAO) 부속서 6에 따라 민간 항공사는 SMS(항공안전관리시스템)의 일환으로 FOQA를 의무적으로 실시하여야 한다. 미연방항공청(FAA)은 2004년 4월 12일 Advisory Circular #120-82에서 FOQA의 공식적 정의를 '비행 자료를 선제적으로 활용하여 항공안전을 증진하기 위한 자발적 안전프로그램'이라고 명시했다.        

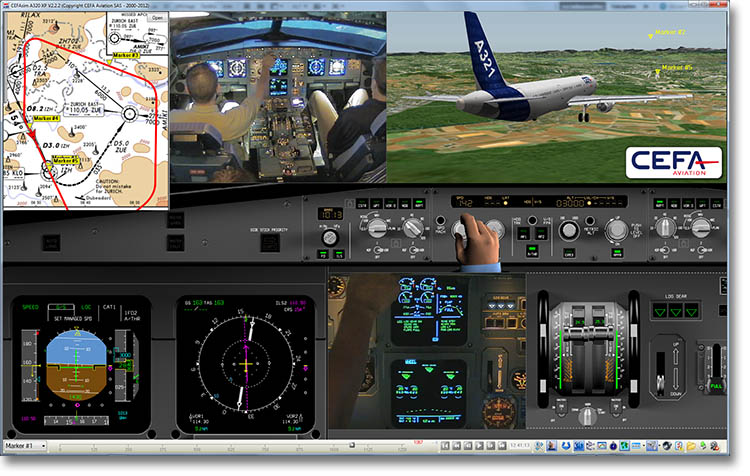
FOQA 프로그램의 하나인 CEFA사의 FAS System 화면

국내에서도 각 민간 항공사가 안전보안실을 주축으로 FOQA를 운영하고 있으며 항공기 운항이 종료되면 항공기의 DFDAU와 연결된 QAR로부터 비행자료를 분석함으로써 비행안전과 전반적인 운항 효율성을 증대하고 있다. 또 정비 효과성을 한층 더 높이고 항공기 운영비용을 절감하는 역할도 한다. FOQA는 철저히 비공개 및 비처벌 원칙으로 운영되며 운항 중 실수를 범한 조종사를 처벌하거나 징계하기 위한 수단이 아니다. 단 운항 규정위반(Violation) 및 고의성이 인정되는 경우는 제외한다. 항공사의 FOQA 비행자료분석실은 엄격한 보안이 유지되며 관계자외 출입이 불가능하다.   
FOQA는 아래의 부문에서 큰 이점을 제공한다:
- FOQA 이벤트 분석(Analysis) 및 검증(Validate) - 예를 들어 이륙 활주 중 Takeoff Configuration Warning으로 인해 Rejected Takeoff[2] 가 발생했다면 FOQA 분석팀은 비행자료를 토대로 해당 이벤트가 발생한 당시 상황을 설문조사지에 적어 해당편 조종사에게 발송한다. Gatekeeper는 해당편 조종사로부터 정확한 사실 관계 파악을 위해 개인면담을 실시하고 FOQA 분석팀으로 그 결과를 통보한다. 그 후 조종사가 설문조사지에 응답한 내용과 Gatekeeper의 면담내용을 고려하여 이벤트 위원회 회의 또는 기타 회의를 거쳐 해당 이벤트를 유효 또는 무효로 처리한다. 유효로 처리될 시 해당 이벤트의 재발방지 대책을 수립하고 필요에 따라 조종사 교육자료로 활용된다.

- 운항 후 비행기록을 검토하여 조종사의 비행 경향성 및 악습관 식별 - 조종사 개개인마다 조종 습관과 판단능력에 차이점이 존재한다. 항공기를 조종함에 있어 조종사의 악습관이 비행안전을 저해하지 않도록 개별적으로 피드백을 제공하여 비행 경향성을 특정 Limitation 이내로 유지하도록 한다.
- 조종사의 안전의식 제고
- 항공기 사고, 준사고, 항공안전장애 조사
- 항공기 제작사 및 관련 기관과의 업무 협조

## 약어
- FOQA = flight operational quality assurance,
- FDM = flight data monitoring,
- FDA = flight data analysis,
- MOQA = maintenance operational quality assurance,
- MFOQA = military flight operational quality assurance,
- SOQA = simulator operational quality assurance,
- CFOQA = corporate flight operational quality assurance,
- HFDM = helicopter flight data monitoring,
- HOMP = helicopter operational monitoring program.